# Magerrasen von Gronau mit angrenzenden Flächen
Das seit 2000 bestehende FFH-Gebiet (Fauna-Flora-Habitat) Magerrasen von Gronau mit angrenzenden Flächen (BfN-ID 6317-302) liegt im Geo-Naturpark Bergstraße-Odenwald und gehört zur Stadt Bensheim. Es umfasst drei Teilgebiete, darunter das Naturschutzgebiet Hemsberg von Bensheim-Zell.

## Lage
Das FFH-Gebiet setzt sich aus drei nicht zusammenhängenden Teilgebieten zusammen:
- Das Teilgebiet Bensendell/Rosengrund gehört zu den Bensheimer Gemarkungen Wilmshausen und Schönberg.
- Das Teilgebiet Gronau erstreckt sich über die Bensheimer Gemarkungen Gronau und Zell.
- Das Teilgebiet Hemsberg liegt auf der Bensheimer Gemarkung Zell und ist beinahe identisch mit dem seit 1983 ausgewiesenen Naturschutzgebiet „Hemsberg von Bensheim-Zell“.[1]

Die Gesamtfläche des FFH-Gebiets beträgt ca. 1,6 km² (159,62 ha).

## Schutzgebiet
Das Schutzgebiet „Magerrasen von Gronau mit angrenzenden Flächen“ gehört als Fauna-Flora-Habitat (FFH)-Gebiet zum europäisch vernetzten Schutzgebietssystem Natura 2000. Der Maßnahmenplan für das FFH-Gebiet vom 25. Juni 2007 beschreibt die Erhaltungsziele.
Das Schutzgebiet weist ausgedehnte Bestände von Magerrasen aus und sichert insbesondere die Lebensraumtypen Halbtrockenrasen und magere Flachland-Mähwiesen. Wesentliches Ziel des Schutzgebietes ist die Erhaltung und Förderung dieser Lebensraumtypen, die aufgrund ihres Artenreichtums von großer Bedeutung sind. Typische Pflanzen sind beispielsweise Wiesen-Salbei, Thymian und Kalkaster. 17 Orchideenarten konnte der Nabu Meerbachtal in den Bensheimer Gemarkungen Zell und Gronau dokumentieren wie z. B. Bocksriemenzunge, Bienenragwurz, Pyramidenorchis und Helmknabenkraut. Tagfalterarten wie Thymian-Ameisenbläuling, Perlmuttfalter und Esparsetten-Widderchen nutzen die Vielfalt der Pflanzenarten. In den letzten Jahren konnte auch die Gottesanbeterin nachgewiesen werden, die sich immer weiter nach Norden ausbreitet.

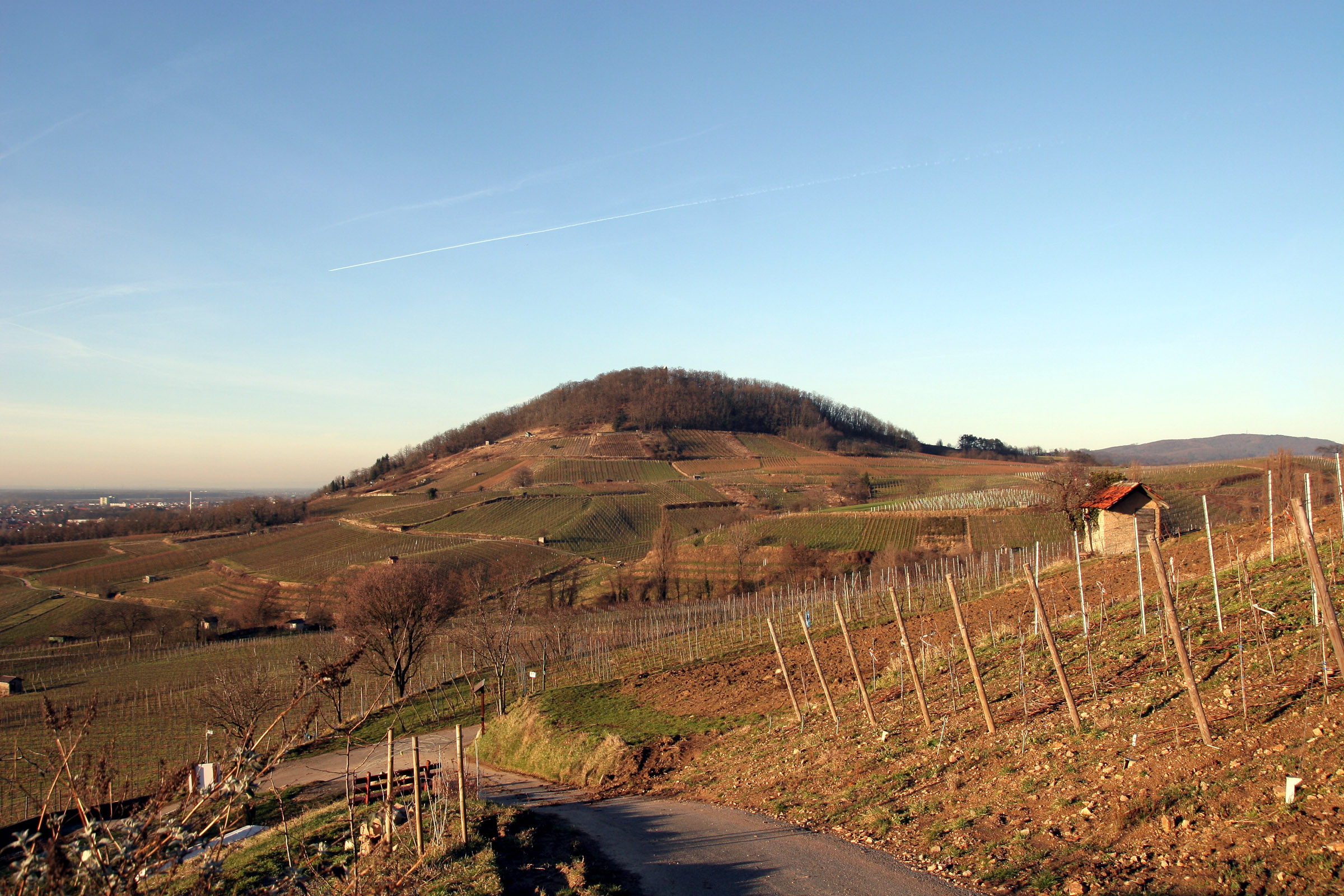
Der Hemsberg von Bensheim-Zell, aufgenommen aus südlicher Richtung.

Eine Sonderstellung nimmt das Teilgebiet Hemsberg ein, das aufgrund seines besonderen Artenreichtums an seltenen und bestandsgefährdeten Pflanzenarten zudem als Naturschutzgebiet ausgewiesen ist.